# Mülheimer KinderStückePreis
Der Mülheimer KinderStückePreis (Eigenschreibweise) ist ein seit 2010 verliehener Dramatikpreis für neue deutschsprachige Kindertheaterstücke. Der eigenständige Wettbewerb mit eigener Jury und viel Fachpublikum findet jährlich an fünf Tagen im Mai im Rahmen der Mülheimer Theatertage statt.

## Strukturen
Von einem dreiköpfigen Auswahlfachgremium werden die fünf hervorragendsten neuen deutschsprachigen Kindertheaterstücke für Kinder zwischen sechs und zehn Jahren der laufenden Saison nominiert. Diese Produktionen werden zum Wettbewerb zumeist in der Uraufführungsinszenierung als Gastspiele eingeladen. Von der aus drei Fachleuten bestehenden Jury wird in öffentlicher Diskussion das Preisträgerstück ermittelt, das dem gekürten Autor 15.000 Euro Preisgeld einbringt.
Zusätzlich gibt es seit 2015 eine Jugendjury der Mülheimer Theatertage, der fünf bis zehn Jugendliche im Alter von 13 bis 18 Jahren (so im Jahr 2022) angehören. Diese Altersgruppen-Jury bestimmt nach Sichtung aller fünf Stücke den Preis der Jugend-Jury. Dieser ist zwar undotiert, erhält in der Fachszene aber dennoch Beachtung.

## Hauptpreisträger
- 2010 Ulrich Hub – Nathans Kinder[3]
- 2011 Michael Müller – Über die Grenzen ist es nur ein Schritt[4]
- 2012 Jens Raschke – Schlafen Fische?[5]
- 2013 Thilo Reffert – Nina und Paul[6]
- 2014 Milena Baisch – Die Prinzessin und der Pjär[7]
- 2015 Carsten Brandau – Dreier steht Kopf[8]
- 2016 Carsten Brandau – Himmel und Hände[9]
- 2017 Tina Müller – Dickhäuter[10]
- 2018 Oliver Schmaering – In dir schläft ein Tier[11]
- 2019 Kristo Šagor – Ich lieb dich[12]
- 2020 Abgesagt aufgrund der COVID-19-Pandemie
- 2021 Nino Haratischwili – Löwenherzen[13]
- 2022 Milan Gather – Oma Monika – was war?[14]
- 2023 Roland Schimmelpfennig – Das Märchen von der kleinen Meerjungfrau[15]
- 2024 Armela Madreiter – südpol.windstill

- 2025 Fayer Koch – T-Rex, bist du traurig? (Steht dein T für Tränen?)[16]

## Preis der Jugend-Jury
- 2015 Ulrich Hub für "Ein Känguru wie Du"
- 2016 Carsten Brandau für Himmel und Hände
- 2017 – – –
- 2018 Thilo Reffert für Mr. Handicap
- 2019 Kristo Šagor – Ich lieb dich
- 2020 (keine Durchführung)
- 2021 Nino Haratischwili – Löwenherzen
- 2022 Raoul Biltgen – Zeugs
- 2023 Fabienne Dür – Luft nach oben[17]
- 2024 Henner Kallmeyer – Troja! Blinde Passagiere im trojanischen Pferd

- 2025 Theater Mummpitz (Nürnberg) – Freddie und die ganze Katastrophe[16]

## Belege
1. ↑  Die Preise. 10. Februar 2020, abgerufen am 19. Oktober 2021.
2. ↑  Die Preise. 10. Februar 2020, abgerufen am 18. August 2023.
3. ↑  Ulrich Hub - „KinderStückePreis 2010“, abgerufen am 4. Juni 2018.
4. ↑  Michael Müller „KinderStückePreis 2011“, abgerufen am 4. Juni 2018.
5. ↑  Jens Raschke „KinderStückePreis 2012“, abgerufen am 4. Juni 2018.
6. ↑  Thilo Reffert  „KinderStückePreis 2013“, abgerufen am 4. Juni 2018.
7. ↑  Milena Baisch „KinderStückePreis 2014“, abgerufen am 4. Juni 2018.
8. ↑  Carsten Brandau gewinnt Mülheimer Kinderstücke-Preis, Nachtkritik.de vom 23. Mai 2015, abgerufen am 4. Juni 2018.
9. ↑  Carsten Brandau gewinnt KinderStücke in Mülheim: Zwei Jurys, eine Meinung, Nachtkritik.de vom 13. Mai 2016, abgerufen am 4. Juni 2018.
10. ↑  Tina Müller „KinderStückePreis 2017“, abgerufen am 4. Juni 2018.
11. ↑  Oliver Schmaering mit Mülheimer Kinder-Stücke-Preis ausgezeichnet, Nachtkritik.de vom 18. Mai 2018, abgerufen am 4. Juni 2018.
12. ↑  Mülheimer KinderStückePreis 2019 für Kristo Šagor (Memento des Originals vom 26. Januar 2021 im Internet Archive)  Info: Der Archivlink wurde automatisch eingesetzt und noch nicht geprüft. Bitte prüfe Original- und Archivlink gemäß Anleitung und entferne dann diesen Hinweis., deutschlandfunkkultur.de, erschienen und abgerufen am 17. Mai 2019
13. ↑  Nino Haratischiwili mit dem Mülheimer KinderStückePreis ausgezeichnet, deutschlandfunkkultur.de, erschienen und abgerufen am 22. Mai 2021
14. ↑  Milan Gather bekommt den Mülheimer KinderStückePreis, wdr.de, veröffentlicht und abgerufen am 20. Mai 2022
15. ↑  Roland Schimmelpfennig gewinnt KinderStückePreis. 26. Mai 2023, abgerufen am 18. August 2023.
16. 1 2  Mülheim: KinderStückePreis 2025 an Fayer Koch, nachtkritik.de, erschienen und abgerufen am 23. Mai 2025
17. ↑  Roland Schimmelpfennig gewinnt KinderStückePreis. 26. Mai 2023, abgerufen am 18. August 2023.